# RIFSEEP
Le décret n°2014-513 du 20 mai 2014 a créé le régime indemnitaire tenant compte des fonctions, des sujétions, de l'expertise et de l'engagement professionnel dans la fonction publique de l’État (RIFSEEP).
Ce régime indemnitaire devrait remplacer la plupart des primes et indemnités existantes au sein de la fonction publique française. Il remplace également la prime de fonctions et de résultats, créée en 2008 sous le gouvernement de François Fillon et alors décriée par Marylise Lebranchu et depuis considérée par certains comme un échec. L'application du RIFSEEP ne fait toutefois pas l'unanimité des syndicats.

## Dispositif
Ce régime indemnitaire est composé de deux parties :
- Une « indemnité de fonctions, de sujétions et d’expertises » (IFSE), qui est fixée selon le niveau de responsabilité et d'expertise requis dans l'exercice des fonctions (classement dans un groupe de fonctions). L'IFSE peut être réévaluée dans les trois cas suivants :
  - changement de fonctions ;
  - changement de grade (promotion) ;
  - tous les quatre ans, en l'absence de changement de fonctions.

- Un « complément indemnitaire annuel » (CIA) tenant compte de l'engagement professionnel et de la manière de servir, qui est facultatif et non reconductible.

## Limites
En dépit de la volonté affichée d'être un régime indemnitaire unique, le RIFSEEP est généré par chaque entité de manière indépendante, dans les limites fixées par le décret. 
Ainsi, les règles de gestion varient selon l'employeur : les ministères ont leurs règles de gestion propres et distinctes d'un ministère à l'autre, et il en va de même pour les collectivités locales qui fixent leurs propres règles. 
Un agent au ministère des Armées aura donc un RIFSEEP géré différemment d'un autre agent affecté au ministère de la culture ou de l'écologie.
De son côté, la gestion du RIFSEEP en collectivité est encore très différente.